# Tut – Der größte Pharao aller Zeiten
Tut – Der größte Pharao aller Zeiten ist eine kanadisch-amerikanische Miniserie, die in Eigenproduktion von Spike entwickelt wurde. Die dreiteilige Miniserie basiert auf dem Leben des altägyptischen Pharaos Tutanchamun. Die Erstausstrahlung fand vom 19. bis zum 21. Juli 2015 auf Spike statt. Die Regie übernahm David von Ancken.

## Handlung
Die Miniserie erzählt die Geschichte vom Aufstieg des Pharaos Tutanchamun und dessen engsten Vertrauten, Freunden und Gegnern. Zu diesen zählen sein Großwesir Eje, der Hohepriester Amun, seine Geliebte Suhad und seine Schwester und Ehefrau Ankhesenamun. Darüber hinaus werden Themen wie Machtkämpfe, Chaos, Krieg und Mord angeschnitten.

## Produktion
Die Miniserie Tut wurde im Mai 2014 von Spike angekündigt, die somit die zweite Eigenproduktion darstellt. Die Entwicklung der Serie begann bereits im September 2013. Die Hauptrolle des Königs Tutanchamun ging an Avan Jogia. Bereits zuvor wurde Ben Kingsley engagiert. Eine der weiblichen Hauptrollen wurde mit Kylie Bunbury besetzt. Als Produktionsfirma fungierte Muse Entertainment, die bereits für Die Kennedys und Die Säulen der Erde verantwortlich waren.
Die Dreharbeiten fanden im Herbst 2014 in Kanada und Marokko statt.

## Ausstrahlung
Die dreiteilige Miniserie wurde zwischen dem 19. und 21. Juli 2015 auf Spike ausgestrahlt. In Deutschland hat sich die Tele München Gruppe die Rechte gesichert. Ab August 2015 stand die komplette Miniserie in sechs Teilen bei dem Video-on-Demand-Anbieter Amazon Instant Video als deutschsprachige Fassung zur Verfügung. Des Weiteren erschien die Serie am 28. August 2015 auf Blu-ray sowie auf DVD. Am 24. und 25. März 2016 sendete der Sender VOX die Serie in einer zweiteiligen Fassung.
Episodenliste
| Nr. | Titel               | Erstausstrahlung Vereinigte Staaten | Regie            | Drehbuch                                                                                  | Quoten (Vereinigte Staaten) |
| --- | ------------------- | ----------------------------------- | ---------------- | ----------------------------------------------------------------------------------------- | --------------------------- |
| 1   | Part One: Power     | 19. Juli 2015                       | David von Ancken | Michael Vickerman, Peter Paige & Bradley Bredeweg                                         | 1,70 Mio.                   |
| 2   | Part Two: Betrayal  | 20. Juli 2015                       | David von Ancken | Michael Vickerman, Peter Paige & Bradley Bredeweg                                         | 1,45 Mio.                   |
| 3   | Part Three: Destiny | 21. Juli 2015                       | David von Ancken | Handlung: Michael Vickerman, Peter Paige & Bradley Bredeweg Schauspiel: Michael Vickerman | 1,46 Mio.                   |

## Synchronisation
Die deutsche Synchronisation übernahm die Tele München Gruppe. Die Dialogregie führte Marc Boettcher.
Die Synchronsprecher für die deutsche Fassung:
| - Ay: Robert Missler - Tutanchamun: Jan Makino - Ankhesenamun: Merete Brettschneider - Amun: Robin Brosch - Suhad: Julia Casper - Ka: Tobias Diakow - Lagus: Oliver Böttcher - Horemheb: Tilo Schmitz - Nahkt: Henning Nöhren | - Tushratta: Jan-David Rönfeldt - Junger Tutanchamun: Laszlo Charisius - Sete: Tim Niebuhr - Priester von Sobek: Michael Lelle - Prinz Tis’ata: Tobias Schmidt - Paraneffer: Benjamin Morik - Suhads Vater: Achim Buch - Akhenaten: Jürgen Uter |